# Yusufía

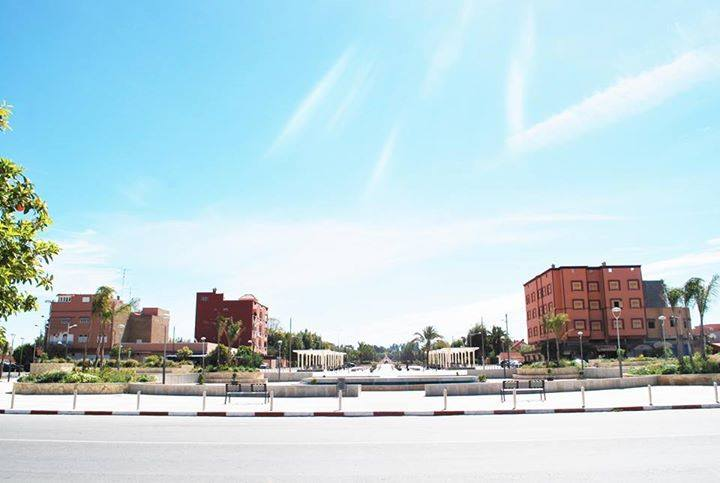
Youssofia

Yusufía (en árabe: اليوسفية, en francés, Youssoufia) es la capital de la provincia homónima en la región de Marrakesh-Safí, en Marruecos. En el censo marroquí de 2014 registró una población de 67.628 habitantes, en comparación con 64.518 de hace diez años.
Es conocido por su producción de fosfato. La ciudad fue fundada en 1931 por los franceses cuando comenzaron a explotar los depósitos de fosfato de la cuenca de Gantur.